# Gustav Adolf Walz
Gustav Adolf Walz (ur. 15 listopada 1897 w Rötenbergu, zm. 17 grudnia 1948 w Rottweil) – niemiecki prawnik, profesor i rektor w latach 1934–1937 Friedrich-Wilhelms-Universität Breslau.

## Życiorys
Był synem nauczyciela, brał udział w I wojnie światowej jako ochotnik wojenny od 1915 roku i służył jako porucznik w rezerwie w bawarskim pułku artylerii. W latach 1919–1923 studiował prawo na Uniwersytecie Eberharda Karola w Tybindze i na Uniwersytecie w Monachium. W 1924 roku uzyskał doktorat na Uniwersytecie w Tybindze, gdzie wykładał do 1928 roku. W 1929 przeniósł się na Uniwersytet w Marburgu uzyskując na nim 2 laTa wcześniej habilitację na podstawie rozprawy Kantowska filozofia państwowa. W 1931 wstąpił do NSDAP. 1 listopada 1933 został powołany na katedrę prawa Friedrich-Wilhelms-Universität Breslau bez formalnego procesu mianowania. W semestrze letnim 1934 został rektorem Uniwersytetu. Chciał przekształcić Wrocław w „polityczne centrum Wschodu”. Kiedy nie mógł zrealizować swoich planów, podał się do dymisji. Co więcej, rozbudowa Instytutu Studiów Europy Wschodniej – centralnego projektu Walza – zakończyła się fiaskiem. W 1938 mianowany został profesorem zwyczajnym na Uniwersytecie w Kolonii, ale już w 1939 przeniesiono go jako profesora zwyczajnego prawa międzynarodowego, filozofii prawa i filozofii państwa na Uniwersytecie w Monachium. W latach 1940–1942 nadzorował jako komisarz w imieniu NSDAP Uniwersytet w Brukseli. W latach 1942–1945 był kierownikiem Niemieckiego Instytutu Naukowego w Agram. W 1945 zatrzymany przez wojska francuskie, zwolniony tymczasowo, ostatecznie w czerwcu 1946. Zmarł w wieku 51 lat.